# Kroplik brązowobrzuchy
Kroplik brązowobrzuchy (Clytospiza monteiri) – gatunek małego ptaka z rodziny astryldowatych (Estrildidae). Występuje w centralnej Afryce. Nie jest zagrożony wyginięciem.

## Taksonomia
Po raz pierwszy gatunek opisał Gustav Hartlaub. Opis ukazał się w 1860 w „Proceedings of the Zoological Society of London”. Holotyp pochodził z Bembe w Angoli. Autorowi został on dostarczony przez rdzennego mieszkańca w klatce. Autor nadał nowemu gatunkowi nazwę Pytelia monteiri. W 1896 George Ernest Shelley wydzielił kroplika brązowobrzuchego do osobnego rodzaju Clytospiza. Obecnie (2020) Międzynarodowy Komitet Ornitologiczny podtrzymuje tę klasyfikację. Uznaje również gatunek za monotypowy.

## Morfologia

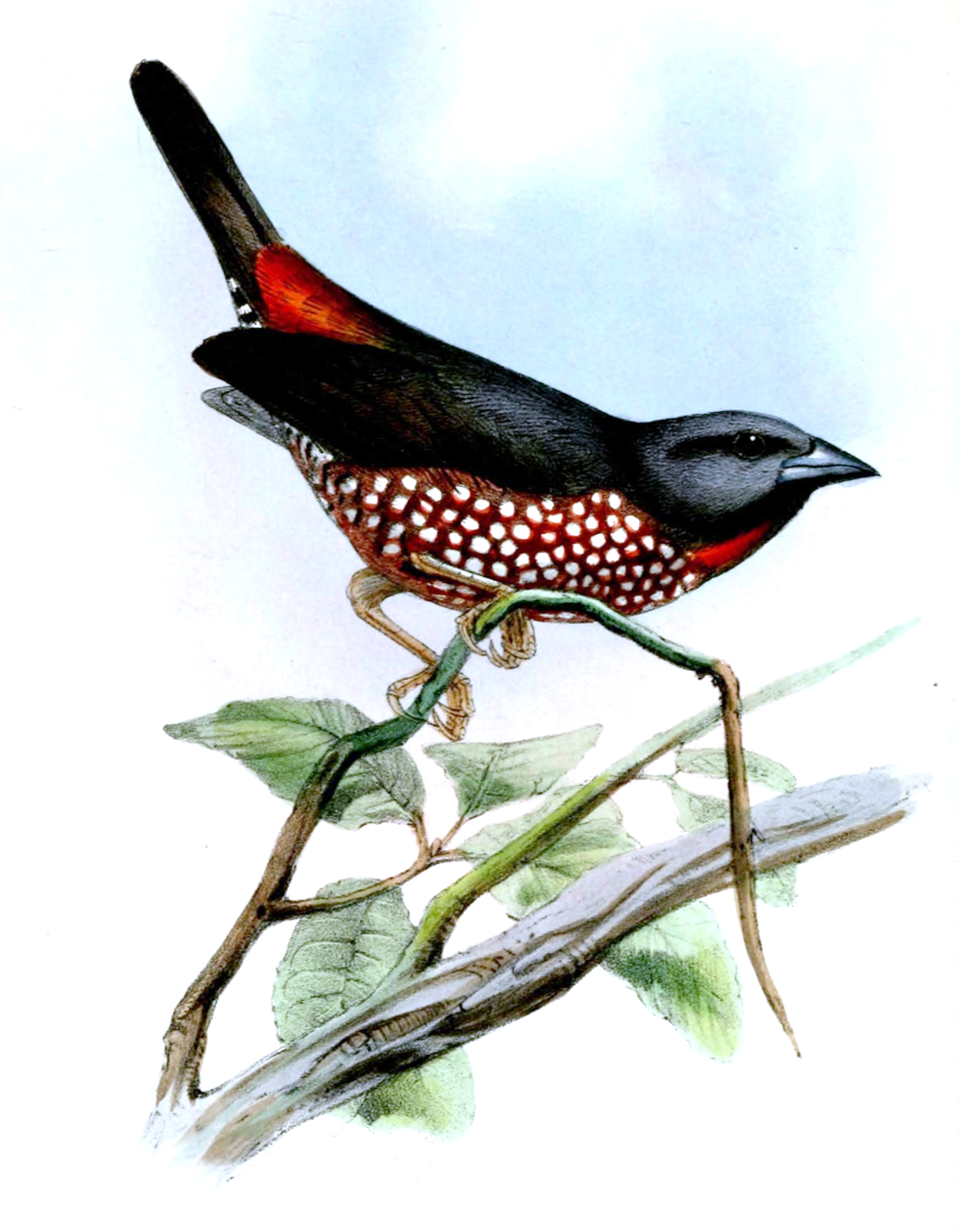
Ilustracja z 1859

Długość ciała wynosi od 12 do 13 cm, a masa ciała – 13,5–16 g. Występuje nieznaczny dymorfizm płciowy w upierzeniu. Samica wygląda niemal identycznie jak samiec, jednak na kantarku ma bardziej szare pióra, a czerwony obszar na gardle zastąpiony jest białym. Na spodzie ciała są mniej intensywnie brązowe, a na kuprze i pokrywach nadogonowych bardziej pomarańczowoczerwone w porównaniu do samca. U samca niemal cała głowa (poza ciemnym kantarkiem) jest ciemnoszara lub łupkowa. Od brody do środka niższej części gardła biegnie czerwony pasek. Grzbiet, barkówki i reszta skrzydeł ma barwę matowobrązową. Skrzydła są stosunkowo krótkie i zaokrąglone. Kuper i pokrywy nadogonowe mają barwę krwistoczerwoną. Sterówki brązowawe lub brązowoczarne, ogon zaokrąglony na krawędziach, rozłożony zdaje się być stopniowany. 
Cały spód ciała poniżej gardła ma kasztanowobrązową barwę tła i białe kropki na piersi i po bokach, zaś na brzuchu i pokrywach podogonowych są to już paski. Dziób krótki, ale wysoki u nasady; ma kolor czarny lub szaroniebieski u nasady. Tęczówka czerwona; obrączka oczna jasnoniebieska. Nogi i stopy brązowe.
Wymiary szczegółowe dla nieokreślonej liczby osobników: długość skrzydła 55–61 mm, ogona: 43–55 mm, skoku – 17–18 mm, dzioba: 11–13 mm.

## Zasięg występowania
Kropliki brązowobrzuche zamieszkują obszar od południowo-wschodniej Nigerii i Kamerunu na wschód po Sudan Południowy, Ugandę i skrajnie zachodnią Kenię; ponadto zasiedlają południowy Gabon, południowe Kongo, północno-zachodnią i północno-wschodnią Angolę (Kabinda na południe po Kwanzę Południową oraz północno-wschodnia Lunda Północna) oraz południowo-zachodnią i południową Demokratyczną Republikę Konga.

## Ekologia i zachowanie
Środowiskiem życia kroplików brązowobrzuchych są sawanny pokryte wysoką trawą lub wilgotne zarośla, zarośla lantany, obrzeża lasów, przecinki oraz gęsto porośnięte obrzeża upraw. Odnotowywane były na wysokości od  1000 do 1500 m n.p.m. Zwykle te astryldy pojawiają się w parach lub małych grupach, prawdopodobnie rodzinnych. Żerują niemal wyłącznie na ziemi. Żywią się różnorodnymi ziarnami, głównie pochodzącymi od traw. Zjadają również bezkręgowce, w tym termity i pajęczaki.

### Lęgi
Okres lęgowy w Kamerunie trwa od października do listopada, w Gabonie ptaki te rozmnażają się w kwietniu, od sierpnia do grudnia w północno-wschodniej Demokratycznej Republice Konga, a w Ugandzie w grudniu i od maja do czerwca. Jest to koniec pory deszczowej i początek suchej. W naturze stwierdzano gniazda tych ptaków w starych gniazdach mniszek srokatych (Spermestes cucullata) i innych gniazdach niezidentyfikowanych gatunków. Stare gniazda były ponownie wyściełane włosiem, piórami, miękkim materiałem roślinnym oraz skórą węży. Zimmerman et al. (1996) wspomnieli o starym gnieździe wikłacza używanym przez kropliki brązowobrzuche do rozrodu i wypoczynku. Opisywano również małe, zamknięte gniazda, prawdopodobnie zbudowane przez same ptaki.
Jest to przypuszczalnie ptak nieobecny w hodowli (w Wielkiej Brytanii). Jedyne dostępne obserwacje z niewoli sporządził Goodwin (1982). Zniesienie liczy od 4 do 6 jaj. Podczas inkubacji i opieki nad młodymi w gnieździe samiec znosi do niego fragmenty zielonych traw i pióra; może ich nieść naraz 5. Samica, jeśli akurat jest w gnieździe, umieszcza w nich owe pióra. Zawsze podczas inkubacji lub opieki nad pisklętami samica przysłania wejście do gniazda piórem. Inkubacja trwa około 13 dni. Młode są w pełni opierzone po 19–21 dniach życia.

## Status zagrożenia
IUCN uznaje kroplika brązowobrzuchego za gatunek najmniejszej troski (LC, Least Concern) nieprzerwanie od 1988 (stan w 2024). Liczebność populacji nie została oszacowana, ale ptak ten opisywany jest jako rzadki, lokalnie pospolity. Ze względu na brak dowodów na spadki liczebności i istotne zagrożenia dla gatunku BirdLife International ocenia trend liczebności populacji jako prawdopodobnie stabilny.